# Trichodezia tenuifasciata
Trichodezia tenuifasciata är en fjärilsart som beskrevs av Barnes och Mcdunnough 1917. Trichodezia tenuifasciata ingår i släktet Trichodezia och familjen mätare. Inga underarter finns listade i Catalogue of Life.